# Nga Điền
Nga Điền là một xã thuộc huyện Nga Sơn, tỉnh Thanh Hóa, Việt Nam.

## Thông tin địa lý
Xã Nga Điền có diện tích: 11,17 km². Theo Tổng điều tra dân số năm 1999, xã Nga Điền có dân số 6.900 người.
Xã Nga Điền nằm ở phía bắc huyện Nga Sơn. Địa giới hành chính như sau: 
- Phía đông giáp các xã Định Hóa và Văn Hải, huyện Kim Sơn, tỉnh Ninh Bình (ranh giới tự nhiên là sông Càn);
- Phía nam giáp các xã Nga Phú, Nga An và Nga Giáp, huyện Nga Sơn;
- Phía tây giáp xã Nga Thiện, huyện Nga Sơn;
- Phía bắc giáp các xã Yên Thái, Yên Lâm, huyện Yên Mô và xã Lai Thành, huyện Kim Sơn, đều thuộc tỉnh Ninh Bình.

## Hành chính
Năm 1977, huyện Nga Sơn sáp nhập với huyện Hà Trung thành huyện Trung Sơn, xã Nga Điền thuộc huyện Trung Sơn. Năm 1982 huyện Trung Sơn chia tách thành hai huyện như cũ, xã Nga Điền lại thuộc huyện Nga Sơn.
Xã Nga Điền ngày nay gồm các làng (thôn):
| STT | Tên thôn/xóm/ấp/khu phố | Mã bưu chính |
| --- | ----------------------- | ------------ |
| 1   | Xóm 1                   | 443861       |
| 2   | xóm 2                   | 443862       |
| 3   | xóm 3                   | 443863       |
| 4   | xóm 4                   | 443864       |
| 5   | xóm 5                   | 443865       |
| 6   | xóm 6                   | 443866       |
| 7   | xóm 7                   | 443867       |
| 8   | xóm 8                   | 443868       |

## Con người
Đại đa số người dân trong xã theo đạo Thiên chúa giáo. Riêng xóm 7 và xóm 8 thuộc làng Chính Đại theo Phật giáo. Một số nhân vật danh tiếng có gốc gác người Nga Điền như:
- Anh Bằng, nhạc sĩ, người sáng lập ra Trung tâm Asia
- Nguyễn Tiến Hưng, giáo sư trường Đại học Harvard
- Trần Kim Tuyến

Từ xa xưa trên địa bàn xã Nga Điền có tuyến kênh Nhà Lê nối từ  kinh đô Hoa Lư đến Đèo Ngang đi qua, là tuyến đường thủy đầu tiên trong lịch sử Việt Nam và được coi là tuyến đường Hồ Chí Minh trên sông vì những đóng góp cho các cuộc chiến tranh của người Việt (hiện là một đoạn của sông Càn theo tên gọi địa phương).